# Jakob Andreas Hermann Oberreit
Jakob Andreas Hermann Oberreit (* 28. November 1777 in Dresden; † 24. September 1856 ebenda) war ein sächsischer Generalmajor und Kartograf.

## Leben und Wirken

### Militärische Karriere
Bereits in jungen Jahren durchlief Oberreit eine Ausbildung an der militärischen Ingenieurakademie, die beim sächsischen Ingenieurkorps angesiedelt war. 1793 trat er dann als Unteroffizier in das Ingenieurkorps ein. An der bereits seit 1780 unter der Führung von Friedrich Ludwig Aster laufenden Landesaufnahme mit der Erstellung der Meilenblätter von Sachsen war er noch nicht beteiligt. 1804 wurde er Sous-lieutenant, 1812 Premierleutnant und 1813 Hauptmann. In diesem Jahr wurde er auch in den Generalstab der neuformierten I. Division des VII. Armeekorps versetzt. Dort fungierte er als Adjutant von Major von Koppenfels; die Führung hatte Generalleutnant Karl Christian Erdmann von Le Coq inne. Zu dieser Zeit kämpfte das Königreich Sachsen in den Befreiungskriegen an französischer Seite. Am 6. September 1813 geriet er in der Schlacht bei Dennewitz schwer verwundet in Gefangenschaft. Von 1815 bis 1818 blieb er noch im Generalstab in Frankreich. 1817 wurde er zum Major befördert.
Nach seiner Rückkehr wurde er 1819 zum Direktor der Militärplankammer in Dresden berufen und gleichzeitig expedierender Offizier bei der geheimen Kriegskanzlei. 1831 wurde er zum Oberstleutnant befördert. Schließlich wurde ihm 1834 auch die Kommandantur des Ingenieurkorps übertragen. Oberst wurde er 1837 und Generalmajor 1849. In diesem Jahr war Oberreit aktiv an der Niederschlagung des Dresdner Maiaufstand beteiligt. Im Juli desselben Jahres trat er vom aktiven Dienst zurück, blieb aber bis zu seinem Tod 1856 Leiter der Militärplankammer.

### Wirken in der Militärplankammer
In seiner Funktion als Direktor der Militärplankammer leitete er die Beendigung der sächsischen Landesaufnahme, in der zwischen 1821 und 1825 noch einmal 70 Meilenblätter des insgesamt 445 Blätter umfassenden Kartenwerks im Maßstab 1:12.000 aufgenommen wurden.

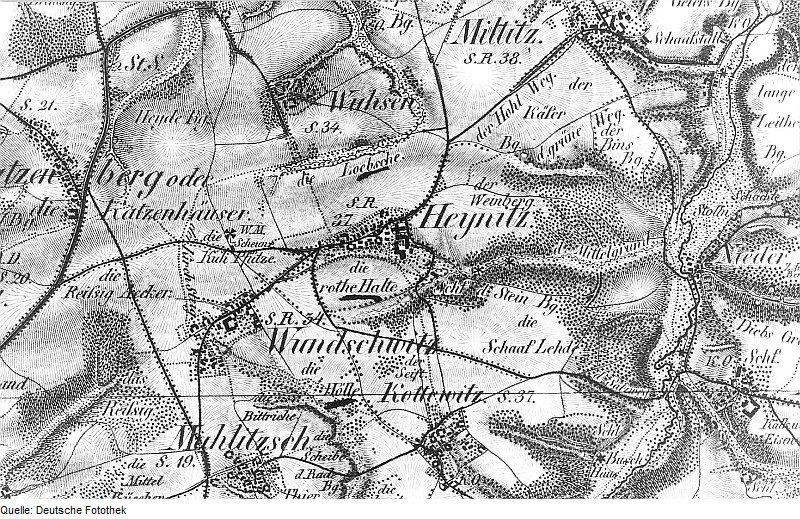
Ausschnitt aus Sect. Freiberg des Oberreit’schen Atlas

Bekannt wurde Oberreit vor allem durch den „Topographischen Atlas von Sachsen“, oft auch „Oberreit’scher Atlas“ genannt, bei Bildbeschreibungen, die in der Deutschen Fotothek dokumentiert wurden, auch nur kurz „Oberreit“. Hierbei handelt es sich um eine 1819 von König Friedrich August I. in Auftrag gegebene Reduktion der Meilenblätter „zum Behufe eines gemeinnützigen und öffentlichen Gebrauches“. Zu diesem Zweck wurde die Meile auf 5 statt auf 24 Zoll abgebildet und die Karten nach Norden ausgerichtet. Jedes Blatt ist 70 × 79 cm groß und stellt 30 Quadratmeilen (5 × 6 Meilen) im Maßstab 1:57.600 dar. Das Kartenwerk umfasst 22 Blätter, wobei auf einigen „Surplus“ genannten Blättern nur kleine Teilgebiete sind, die durch weitere Informationen ergänzt werden, z. B. durch von ihm ermittelte Koordinatenangaben. Der in eindrucksvollen Kupferstichen gefertigte Atlas wurde 1821 begonnen. Die Arbeiten zogen sich über 39 Jahre hin. Die erste Lieferung kam 1836 heraus und wurde in vier Lieferungen zwischen 1836 und 1860 veröffentlicht. Auf der Londoner Weltausstellung 1851 erregte die Feinheit des Kartenbildes großes Aufsehen.
1912 wurde von dem Atlas noch einmal eine Umdruckausgabe gefertigt.

## Ehrungen
Oberreit wurde mehrfach ausgezeichnet:
- 1813 Ritter des Militär-St.-Heinrichs-Ordens[2]
- 1819 Ritter der Ehrenlegion[3]
- 1837 Ritter des sächsischen Zivilverdienstordens für seine Leistungen bei der Bearbeitung des topographischen Atlas[4]
- 1843 Komturkreuz des sächsischen Zivilverdienstordens zu Ehren seines 50-jährigen Dienstjubiläums[5]
- 1845 Komturkreuz II. Klasse des Sachsen-Ernestinischen Hausordens[6]

## Werke
- Topographischer Atlas des Königreichs Sachsen (Digitalisat im Kartenforum der SLUB)
  - Erste Lieferung, enthaltend die Sectionen Dresden, Stolpen, Altenberg, Chemnitz und Wiesenthal. 1836
  - Zweite Lieferung, enthaltend die Sectionen Freyberg, Schwarzenberg, Zittau und Weissenberg. 1843
  - Dritte Lieferung, enthaltend die Sectionen Leipzig, Markranstaedt, Borna und Zwickau. 1850
  - Vierte Lieferung, enthaltend die Sectionen Plauen mit Surplus Schoenberg, Elsterberg, Loebnitz, Oschatz, Großenhayn und Bautzen. 1858 und 1860
- Topographischer Atlas des Königreichs Sachsen. Umdruckausgabe des Vereins für Sächsische Volkskunde Auflage. Paul Herrmann, Dresden 1912.